# Abu Malek Ahmad ibn Yakub Umar ibn Abd Allah ibn Ibrahim I ibn al-Aghlab
Abu Malek Ahmad ibn Yakub Umar ibn Abd Allah ibn Ibrahim I ibn al-Aghlab, noto semplicemente come Abu Malek e detto Habbasi (l'Etiope), (fl. IX secolo), è stato un emiro di Sicilia per conto della dinastia aghlabide.
Subentrò alla carica di governatore di Sicilia dopo un periodo nel quale si alternarono almeno sei governatori in soli tre anni. Le fonti non citano alcuna operazione militare in Sicilia e questo periodo di calma fu probabilmente dovuto a conflitti interni nella Sicilia musulmana come anche la debolezza del governo aghlabide nella metropoli ifriqiyana. A Palermo continuavano le lotte di potere fra arabi e berberi, per cui il governo ne fu totalmente paralizzato.  Abu Malik riprese i tentativi di espugnare Siracusa ma fu improvvisamente sostituito nell’877 da Giafâr ibn Muhammad-at-Tamimi.